# Frančiškanska cerkev, Bratislava
Frančiškanska cerkev (slovaško Františkánsky kostol ali Kostol Zvestovania Pána) je najstarejši obstoječi verski objekt v starem mestu Bratislave, glavnem mestu Slovaške. Cerkev je bila posvečena leta 1297 v navzočnosti ogrskega kralja Andreja III. V preteklosti je cerkvena stavba služila za večja srečanja meščanov ali ogrskih plemičev. Leta 1526 je bil Ferdinand I., cesar Svetega rimskega cesarstva, tukaj izvoljen za ogrskega kralja. Med kronanji so kralji v tej cerkvi plemiče povzdigovali v viteze reda zlate ostroge.
Stavba je bila večkrat poškodovana v požarih in potresih, ohranjen je le majhen del prvotne oblike, predvsem prezbiterij. Sosednja kapela sv. Janeza Evangelista s kripto, zgrajena v drugi polovici 14. stoletja, velja za enega najlepših primerov gotske arhitekture v mestu.

## Zgodovina
Legenda pravi, da je cerkev zgradil ogrski kralj Ladislav IV. v spomin na svojo zmago nad češkim kraljem (Přemyslom) Otokarjem II. Češkim iz leta 1278.
Zgrajena je bila v Bratislavi (mesto znano kot Pressburg / Poszony večino svoje zgodovine) med letoma 1280 in 1297 v gotskem slogu in jo je posvetil kralj Andrej III. 24. marca 1297. V 17. stoletju so jo spremenili v renesančno cerkev in v 18. stol. v baročno cerkev.
Izbrane osebe so bile tu v 16. do 19. stoletju povišane v viteze zlate ostroge, vsakič, ko so bili kralji Ogrskega kraljestva kronani v stolnici svetega Martina, ki je prav tako v obzidanem mestu.
Ob cerkvi stojita dve kapeli in frančiškanski samostan iz 14. stoletja. Ena od njih, kapela sv. Janeza Evangelista, vsebuje kripto družine Jakuba, pomembnega župana (slovaško richtár) Pressburga (Bratislava), po vzoru francoske Sainte-Chapelle. Prostorni prostori samostana so bili uporabljeni za sestanke, volitve županov in zasedanja deželnega parlamenta.

## Notranjost
Glavni oltar obdajata kipa sv. Štefana in sv. Emerika. Gre za zidano stebrasto konstrukcijo iz let 1720-1730, nad katero stoji steklena slika s konca 19. stoletja, ki predstavlja Marijino oznanjenje.
Dva stranska oltarja sta posvečena svetnikoma Frančišku Asiškemu in Antonu Padovanskemu; oba sta iz let 1720–1730. Druga stranska oltarja sta posvečena Marijinemu rojstvu in Žalostni Materi božji. Naslonjena na kor sta vidna oltarja sv. Ane in sv. Barbare (oba iz leta 1750).
Rokokojska prižnica je iz leta 1756. Okrašena je z reliefi, ki prikazujejo sv. Frančiška, ki prejema stigme, sv. Frančiška, ki se pogovarja s pticami, in Mojzesa, ki Hebrejcem vsiljuje disciplino.
Podstrešje, zgrajeno leta 1670, z orglami podpirajo toskanski stebri.

## Relikvija svetega Reparata
V cerkvi je redka relikvija; trup svetega Reparata, diakona in krščanskega mučenika iz 4. stoletja. Relikvija je v namensko zgrajenem relikviariju (svetišču).
Sveti Reparat (slovaško Reparát) je deloval kot diakon v mestu Nola pri Neaplju v Italiji. Umrl je leta 353, ko so mu odrezali jezik in desno roko. Pokopan je bil v Rimu na pokopališču sv. Lovrenca do leta 1769, ko so ga na zahtevo Eugena Kósa izkopali in prenesli v Bratislavo. Danes je sveti Reparat zavetnik tistih, ki želijo spremeniti svoje življenje na bolje. V preteklosti je bil tudi pogost obisk bratislavskih študentov.

## Kapela svetega Janeza Evangelista
Ta kapela s kripto je bila zgrajena v gotskem slogu v drugi polovici 14. stoletja. Bila je pogrebna kapela družine Jakubovec. V kapeli so kipi več svetnikov: Frančiška Asiškega, Antona Padovanskega, Ludvika IX., Klare Asiške in Elizabete Ogrske. Kapela velja za eno najpomembnejših del gotske arhitekture na Slovaškem. Leta 1831 je bila rekonstruirana.

## Galerija
- Notranjost
- Glavni oltar
- Kapela sv. Janeza Evangelista
- Relikvije sv. Reparata
- Prvotni cerkveni stolp, preseljen v Sad Janka Krala leta 1880